# 라카토로
라카토로(영어: Lakatoro)는 바누아투의 도시이다. 말람파주의 말레쿨라섬에 위치한 도시이다. 인구는 2009년 추산 705명이다.